# Campeonato Paraense de Futebol de 1984
O Campeonato Paraense de Futebol de 1984 foi a 72.ª edição da principal divisão do futebol do Pará. Organizada pela Federação Paraense de Futebol, a competição contou com a participação de oito clubes. O Paysandu sagrou-se campeão, conquistando seu 33º título estadual, enquanto a Tuna Luso ficou com o vice-campeonato. Cabinho, do Paysandu, foi o maior goleador do certame, com 21 gols marcados.
Com a conquista do título paraense, o Paysandu também conseguiu o direito de participar da Copa Brasil de 1985, nome oficial do Campeonato Brasileiro daquele ano. Já a Tuna Luso qualificou-se para a Taça de Prata de 1985, a segunda divisão nacional daquela temporada.

## Participantes
| Equipe        | Cidade               | Títulos (mais recente) | Part. |
| ------------- | -------------------- | ---------------------- | ----- |
| Izabelense    | Santa Izabel do Pará | 0 (não possui)         | 5     |
| Paysandu      | Belém                | 32 (1982)              | 68    |
| Pinheirense   | Belém                | 0 (não possui)         | 9     |
| Remo          | Belém                | 28 (1979)              | 68    |
| Santa Rosa    | Belém                | 0 (não possui)         | 2     |
| Sport Belém   | Belém                | 0 (não possui)         | 17    |
| Tiradentes-PA | Belém                | 0 (não possui)         | 11    |
| Tuna Luso     | Belém                | 9 (1983)               | 50    |

## Premiação
| Campeonato Paraense de 1984   |
| Belém                         |
| ----------------------------- |
| Paysandu Campeão (33º título) |